# Ellicott Square Building
El Ellicott Square Building es un complejo de oficinas histórico ubicado en Búfalo, Nueva York (Estados Unidos). Fue terminado en 1896.

## Historia
El Ellicott Square Building fue diseñado por Charles Atwood de D. H. Burnham & Company y se completó en mayo de 1896. En el momento de su finalización, era el edificio de oficinas más grande del mundo. En 1896 y 1897, el edificio fue el sitio de Edisonia Hall y el Teatro Vitascope, el teatro cinematográfico dedicado más antiguo conocido en el mundo.
Con 10 pisos de altura, con capacidad para soportar 10 pisos más, y 41.500 m², fue el edificio de oficinas más grande del mundo por área de piso hasta 1908, con la apertura del Hudson Terminal en Nueva York. Fue construido a un costo de 3,5 millones de dólares en menos de un año. Lleva el nombre de Joseph Ellicott, el planificador y topógrafo que diseñó el entonces pueblo de Búfalo.
El mantra del arquitecto Daniel Burnham era "no hagas planes pequeños, no tienen magia para conmover la sangre de los hombres; piensa en grande". Construido en estilo renacentista italiano, el exterior del Ellicott Square está hecho de granito, hierro y terracota con un revestimiento de ladrillo gris perla. 
El majestuoso patio interior contiene un piso de mosaico de mármol diseñado por William Winthrop Kent y James A. Johnson. Importados de Italia, los 23 millones de piezas de mármol del mosaico representan símbolos solares de civilizaciones de todo el mundo. El patio interior se asemeja al del Rookery Building en Chicago.
Hay amplias escaleras a ambos lados y un techo de vidrio en un marco de acero ornamental proporciona luz natural. Cuenta con lámparas de guante ornamentadas, columnas intrincadas, elementos clásicos cuidadosamente proporcionados que adornan las puertas, mármol y latón para adornar hierro y piedra.
El vestíbulo sigue siendo un lugar de reunión favorito para manifestaciones políticas, bodas y funciones sociales. En 1984 se utilizó para escenas de hoteles en la película El mejor.
La cornisa de terracota se quitó en 1971 y, poco después, también se quitaron la mayoría de las cuarenta cabezas de león en el exterior.
Es actualmente administrado por Ellicott Development Co., la compañía fundada y propiedad de Carl Paladino.